# Paris-Roubaix 1957
Paris-Roubaix 1957 a fost a 55-a ediție a Paris-Roubaix, o cursă clasică de ciclism de o zi din Franța. Evenimentul a avut loc pe 7 aprilie 1957 și s-a desfășurat pe o distanță de 263 de kilometri de la Paris până la velodromul din Roubaix. Câștigătorul a fost Alfred De Bruyne din Belgia.

## Rezultate
| Loc | Ciclist                   | Timp       |
| --- | ------------------------- | ---------- |
| 1   | Alfred De Bruyne (BEL)    | 7h 15' 19" |
| 2   | Rik Van Steenbergen (BEL) | +1' 11"    |
| 3   | Leon van Daele (BEL)      | +1' 11"    |
| 4   | André Darrigade (FRA)     | +1' 11"    |
| 5   | Maurice Mollin (BEL)      | +1' 11"    |
| 6   | Raymond Impanis (BEL)     | +1' 11"    |
| 7   | Serge Blusson (FRA)       | +1' 11"    |
| 8   | Norbert Kerckhove (BEL)   | +1' 11"    |
| 9   | Joseph Groussard (FRA)    | +1' 11"    |
| 10  | Jacques Dupont (FRA)      | +1' 11"    |